# Нарбут Денис Миколайович
На́рбут Дени́с Микола́йович (нар. 13 березня 1985) — український поет і дизайнер.

## Біографія
Нарбут Денис Миколайович народився 13 березня 1985 в м. Армянськ (Крим).
Після смерті батька, переїхав з матір'ю та братом в місто Вознесенськ, Миколаївська область.
Середню освіту здобув у Вознесенській загальноосвітній школі I—III ступенів № 6.
З 2001 до 2002 член літературно-мистецького об'єднання «Веселка» у м.Вознесенськ.
Закінчив Київський національний університет імені Тараса Шевченка (2002—2007).
Професійна діяльність — дизайнер комп'ютерної графіки.
Сімейний стан: одружений, є донька.

## Творчість і публікації
Публікуватися почав із 16 років у друкованих газетах, книгах-збірниках, альманахах у м. Вознесенськ і м. Миколаїв та інтернетпорталах України.
Перші вірші та ілюстрації були опубліковані у 2001 році у газеті «Вісті Вознесенщини» та у книзі-збірці «Веселка».
У 2002 році ілюстрував книгу «Село рідне моє, як тобі було, як тобі є»: поема / Іванюк Петро Кіндратович. — Вознесенськ: [б. и.], [2002]. — 20 с. ББК 84(4УКР-4МИК)6-5кр.
У 2003 році публікації віршів у збірці «Веселчині джерела» [Текст]: колект. зб. любителів поезії. — Вознесенськ: КП «Вознесенська друкарня», 2003. — 208 с. — До 12-ої річниці Незалежної України.
У 2004 році публікації віршів у «Веселчина ластівка» [Текст]: тв. учасників Всесоюзного конкурсу, присвяч. 10-й річниці Незалежності України та членів літературного об'єднання «Веселка» м. Вознесенська. Гуртківці Вознесенського РайДЮЦ / ред.-упоряд. П. Іванюк. — Вознесенськ, 2004 . Вип. 2 / ред.-упоряд. П. К. Іванюк. — [Б. м.]: [б.в.], 2004. — 82 с.: фот.
У 2005 році публікації у альманасі «Веселка над Бугом» [Текст]: альманах / упоряд. П. К. Іванюк. — Вознесенськ: [б.в.], 2005. — 178 с.: іл.
У 2020 році публікація добірки віршів «Загублений поет» у часописі «Літературна Україна»
У 2021 році публікації віршів у альманахах «Книга з ароматом кави» ISBN 978-617-8033-46-0, «Осінні барви» ISBN 978-617-8033-75-0, «Веселих свят» ISBN 978-617-8118-03-7.
У 2021 році публікація добірки віршів «Вітер вільних вод» у часописі «Літературна Україна» та на порталі Національної спілки письменників України.
У грудні 2021 року переміг у поетичному конкурсі та отримав Літературну премію від видавництва «Лілія».
У 2022 році публікації віршів у збірці «Artelen»: — К.: Друкарський двір Олега Федорова, 2022. — 284 с. ISBN 978-617-8082-27-7 та альманасі «Скіфія 2022. Літо» ISBN 978-617-7425-81-5.Е
У 2022 році участь у проекті «Буремні вірші» (керівник проекту — Павло Шилько), де вірш «Крик душі» було обрано та декламовано співачкою Анною Трінчер.
У 2023 році вірш «Свобода йде» опубліковано на сайті національного проєкту «Поезія Вільних» (Міністерство культури та інформаційної політики України) та на порталі ТСН в рамках проєкту «Вірші про війну».
У 2024 році перемога у поетичному конкурсі «Пантеон» від К. Р.У. К. (Корпус Розвитку Української Культури).
У 2024 році перемога у поетичному конкурсі «Літератори сучасної України».
У 2024 році перемога у поетичному конкурсі «Рух до Незалежності» (від Наукового товариства студентів, аспірантів, докторантів та молодих вчених та політичної партії «Народний Рух України»).
У 2024 році публікація у серпневому номері найпопулярнішого україномовного американського видання «Ukrainian People» (США, Чикаго).